# Archaeoteleia gracilis
Archaeoteleia gracilis är en stekelart som beskrevs av Lubomir Masner 1968. Archaeoteleia gracilis ingår i släktet Archaeoteleia och familjen Scelionidae. Inga underarter finns listade.